# Robert-Henri Blaser
Robert-Henri Blaser (* 12. September 1919 in Basel; † 23. Juli 1986 in Neuenburg) war ein Schweizer Hochschullehrer, Germanist und Medizinhistoriker.

## Leben

### Familie
Robert-Henri Blaser war der Sohn des Primarlehrers Jean Blaser.
Er war seit März 1949 mit Alceste-Carolina-Virginia Ziegler verheiratet; gemeinsam hatten sie eine Tochter. 1968 liess sich die Familie, die bis dahin in Basel wohnhaft gewesen war, in Neuenburg nieder.

### Werdegang
Robert-Henri Blaser besuchte die Schulen in Basel und immatrikulierte sich zu einem Germanistik-, Französisch- und Geschichtsstudium an der Universität Basel, das er an der Universität von Paris (Sorbonne) fortsetzte. 1949 promovierte er mit seiner Dissertation Ulrich Boner, un fabuliste suisse du XIVe siècle an der Sorbonne zum Dr. phil.
Nach seiner Rückkehr in die Schweiz arbeitete er in der wissenschaftlichen Dokumentation der pharmazeutischen Abteilung des Pharmazieunternehmens Ciba in Basel und begann sich für die Geschichte der Medizin zu interessieren, hierbei insbesondere für Paracelsus.
1954 wurde er, nach seiner Habilitation, als Privatdozent an die Universität Neuenburg zugelassen und hielt am 5. November seine Antrittsvorlesung. Er wurde 1960 zum Titularprofessor ernannt, wurde 1965 ausserordentlicher Professor und war nach seiner Antrittsvorlesung von 1968 bis zu seinem Ruhestand 1984, als Nachfolger von Werner Günther (1898–1988), ordentlicher Professor für Sprache und Literatur an der Philosophischen Fakultät. Nach seiner Emeritierung war er noch als Honorarprofessor tätig. Er war auch Direktor des Deutschen Seminars der Universität Neuenburg.

### Wissenschaftliches und schriftstellerisches Wirken
Neben seiner Lehrtätigkeit widmete sich Robert-Henri Blaser der Erforschung von Leben und Werk des Arztes und Humanisten Paracelsus, vor allem im Rahmen der Schweizerischen und der Internationalen Paracelsus-Gesellschaft, deren Gründungsmitglied er im Sommer 1951 war.
1979 veröffentlichte er seine Studie Paracelsus in Basel.
Er war Redaktor und Herausgeber des Jahrbuchs Nova Acta Paracelsica der Schweizerischen Paracelsus-Gesellschaft.

## Mitgliedschaften
- Im September 1964 wurde Robert-Henri Blaser während eines Kongresses in Basel, dessen Generalsekretär er war, zum Korrespondierenden Mitglied der Londoner Internationalen Akademie für Medizingeschichte (International Academy of the History of Medicine)[9] gewählt.[10]
- Er wurde 1973 Präsident der Schweizerischen Gesellschaft der Freunde von Paracelsus (Société suisse des amis de Paracelse) und Vizepräsident der Internationalen Paracelsus-Gesellschaft.

## Ehrungen und Auszeichnungen
1976 wurde Robert-Henri Blaser der Paracelsusring von der Stadt Villach verliehen.

## Schriften (Auswahl)
- Der Mondfischer. Gedichte. Huber, Frauenfeld 1942.
- Ulrich Boner, un fabuliste suisse du XIVe siècle. Bahy, Mühlhausen 1949.
- Paracelse et sa conception de la nature. Droz, Genf 1950.
- Neue Erkenntnisse zur Basler Zeit des Paracelsus. Schweizerische Paracelsus-Gesellschaft, Einsiedeln 1953.
- Le Minnesinger Rodolphe de Neuchâtel et son œuvre dans l’histoire du lyrisme allemand du Moyen Age. Imprimerie Centrale, Neuenburg 1955.
- Liber de nymphis, sylphis, pygmaeis et salamandris et de caeteris spiritibus. Francke, Bern 1960.
- Geschichte der Gemeinnützigen Gesellschaft der Stadt Luzern 1812–1962. Gemeinnützige Gesellschaft, Luzern 1961.
- Il fenomeno Paracelso. Università degli studi di Ferrara, Ferrara 1963.
- Un Suisse, J. H. Obereit 1725–1798, médecin et philosophe, tire de l’oubli la Chanson des Nibelungen. Berlincourt, Bern 1965.
- Aktuelle Probleme aus der Geschichte der Medizin. Karger, Basel 1966.
- Jacob Burckhardt – étudiant à Neuchâtel (1836–1837). Neuenburg 1968.
- Paracelsus in Basel. St.-Arbogast-Verlag, Muttenz 1979.
- Paracelsus und Paracelsisten. Vorträge 1984/85. Verband der Wissenschaftlichen Gesellschaft Österreichs, Wien 1987.
- Paracelsus und die Schweizerische Paracelsus-Gesellschaft. Schweizerische Paracelsus-Gesellschaft, Einsiedeln 1988.